# Лукиан (Богданович)
Патриа́рх Лукиа́н (серб. Патријарх Лукијан, в миру Ла́зарь Богда́нович серб. Лазар Богдановић; 10 мая 1867, Байя, Королевство Венгрия, Австро-Венгрия — 1 сентября 1913, Бадгастайн, Австро-Венгрия) — последний патриарх Карловацкий.

## Биография
Лазарь Богданович родился в 1867 году в венгерском городе Байя. Его отец Александр был торговцем и держал собственный магазин. Мать Лазаря Милица была родственницей патриарха Георгия (Бранковича). Лазарь получал образование в Байе, Сремских Карловцах и Эгере.
16 июля 1891 года принял монашество с именем Лукиан и вскоре стал архимандритом монастыря Вознесения Христова в Беочине. В декабре 1897 избран епископом Будимским. 13 марта 1898 был хиротонисан во епископа.
22 сентября 1908 года с третьей попытки избран патриархом. Первый собор избрал патриархом епископа Вршацкого Гавриила (Змеяновича), но эта кандидатура не была одобрена венгерским премьер-министром Шандором Векерле. Второй собор избрал епископа Бачского Митрофана (Шевича), но он отказался занять кафедру. 25 сентября 1908 года состоялась интронизация патриарха Лукиана (Богдановича).
В 1913 году премьер-министром Венгрии стал Иштван Тиса, проводивший милитаристскую политику, что значительно ухудшило положение сербской церкви.
1 сентября 1913 года патриарх Лукиан исчез в австрийском курорте Бадгастайне, где проходил лечение. Его обнаженное обезглавленное тело было найдено в реке только в октябре. Убийцы патриарха так и не были установлены.